# Cymolutes
Cymolutes – rodzaj ryb okoniokształtnych z rodziny wargaczowatych.

## Klasyfikacja
Gatunki zaliczane do tego rodzaju:
- Cymolutes lecluse
- Cymolutes praetextatus
- Cymolutes torquatus